# La sabiduría, junto con la elocuencia, sacan a Atahualpa del sepulcro (François Gérard)
La sabiduría, junto con la elocuencia, sacan a Atahualpa del sepulcro es un grabado creado por François Gérard para uno de los frontispicios del Atlas geographique et physique du Nouveau Continent (1814) de Alexander von Humboldt.

## Contexto histórico

### Un nuevo Atahualpa para la independencia republicana
Según el historiador peruano Ramón Mujica Pinilla, los criollos de América reinterpretaron al emperador Atahualpa, para utilizarlo en su guerra contra el decadente Imperio español y a la vez justificar los procesos de independencia, con la idea de que las naciones americanas ya existían antes de la llegada del colonialismo europeo. Mujica relata que este Atahualpa romantizado fue una «efigie ficcional o ícono transhistórico» para los Estados hispanoamericanos, aunque en la realidad el trato contra los indígenas dentro de los nuevos países era terrible e incluso peor al existente bajo el yugo español:

Los poetas de la emancipación justificarán la independencia con una metáfora histórica: por 300 años, Atahualpa había estado sepultado, pero que el dios de Jacob, el dios de justicia, decidió enviar a sus cuatro guerreros, San Martín, Bolívar, O´Higgins y Martín Rodríguez para que desterraran a los españoles de América. Este discurso incaísta de los fundadores de la Republica escondía un profundo cinismo: fueron los criollos los que asumieron finalmente el poder, mientras los herederos de los incas, las poblaciones originarias, perderían los derechos que tenían durante la colonia.

### En el círculo intelectual de von Humboldt

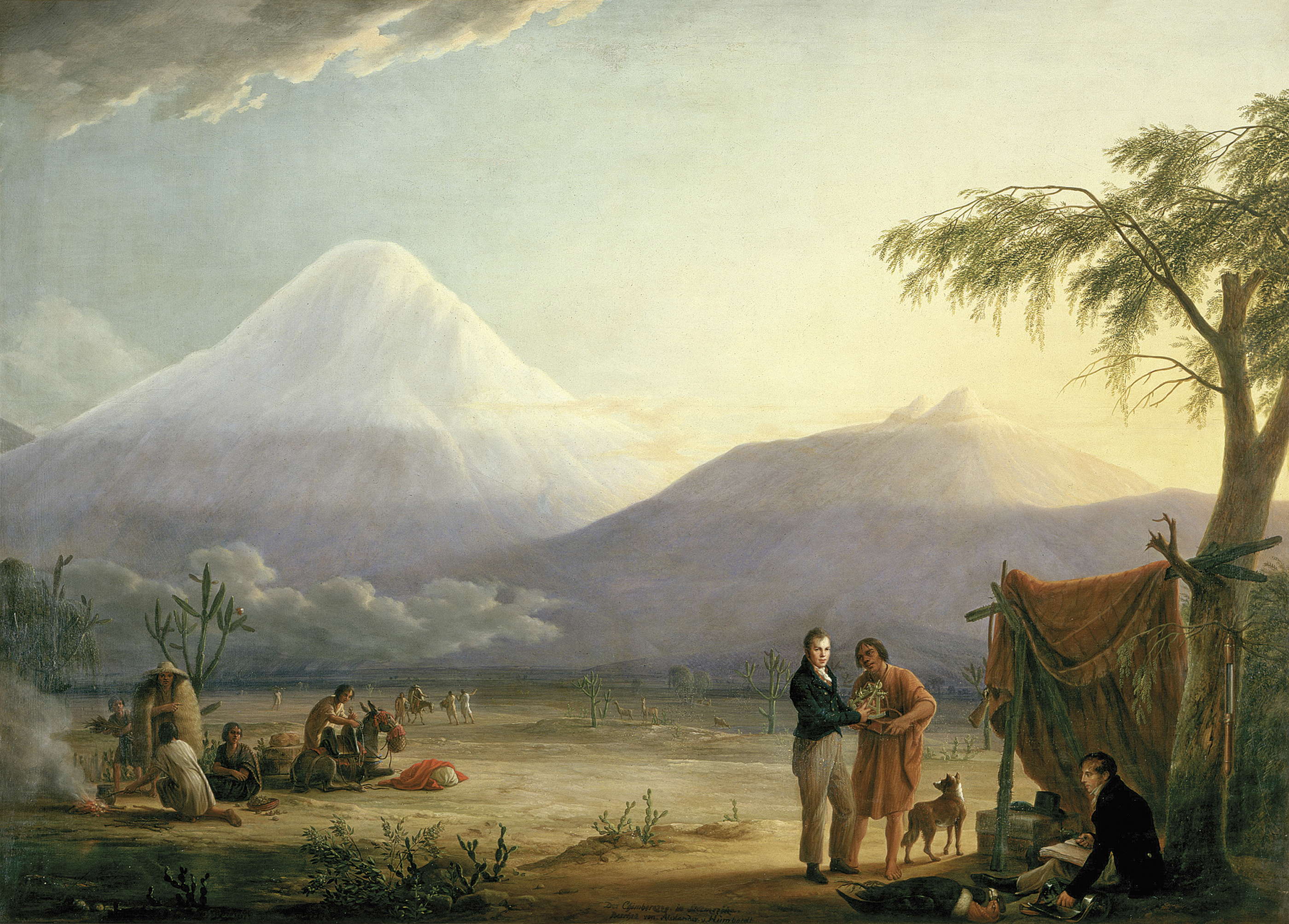
von Humboldt y Aimé Bonpland al pie del volcán del Chimborazo (Ecuador), la montaña principal que aparece en la pintura de Gérard.

El grabado se inspira de un grabado similar de Barthelemy Joseph Fulcran Roger en donde se muestra a Moctezuma siendo levantado por Hermes y Atenea. Gérad quiso plasmar la opinión racialista que tenía von Humboldt respecto a la civilización quechua y a los peruanos en general, a quienes los consideraban más cercano a «etruscos y el pueblo del Tíbet» que a «los griegos y los romanos», dando énfasis en la mayor importancia a la colectividad que al individuo que le daban los andinos, igual a las naciones de Asia y muy distante de la mentalidad de la Europa ilustrada.
von Humboldt lo describe de la siguiente manera:

(...) la teocracia peruana era menos opresora sin duda que el gobierno de los mexicanos [pero ambas] han contribuido a dar a los monumentos, al culto y a la mitología de las dos naciones, un aspecto triste y sombrío que hace contraste con las artes y las dulces aficiones de los pueblos de Grecia.

von Humboldt se ve así mismo como un nuevo Cayo Trebio Máximo que se le designó viajar a la provincia romana de Acaya para gobernarla y aunque al principio no tenía interés alguno por lo inhóspito de dicha región es convencido por Plinio el Joven quien le relata que si gobernaba sabiamente ese territorio y sus gentes respetando su cultura pero al mismo tiempo civilizándolos tendría fama y éxito cuando vuelva a Roma, para von Humboldt América era su Acaya, y esperaba volver a París para ser recibido como un civilizador.

## Descripción  de la obra
En la acusación de Humboldt del Perú y el mundo andino como algo «asiático» fuera de Asia, muestra con optimismo la llegada del pensamiento europeo a suelo andino, representado en los dioses grecorromanos de Minerva en representación de la sabiduría y Mercurio en representación de la elocuencia, ambas entidades europeas se muestran benevolentes con el sapa inca derrotado y resignado, ayudándolo a levantarse, en ese proceso Mercurio estrecha su mano a Atahualpa, mientras que Minerva brinda una rama de olivo, Atahualpa por el contrario se retira de lo que es una zona para sacrificios humanos, en el escenario de fondo se ve al volcán Chimborazo que en ese momento se le consideraba el más grande del mundo, y en la parte baja una pirámide azteca. Gérard y von Humboldt quisieron mostrar el «arquetipo de nuevo continente», purgado de todo tipo de "barbarie" y "despotismo" de los antiguos reinos prehispánicos.
En temas de rigurosidad histórica, la obra mezcla deliberamente elementos de la cultura inca y mesoamericana, porque el objetivo es dar el mensaje de la victoria y posterior inclusión de la civilización occidental con los indígenas de América.

### Detalles de la obra

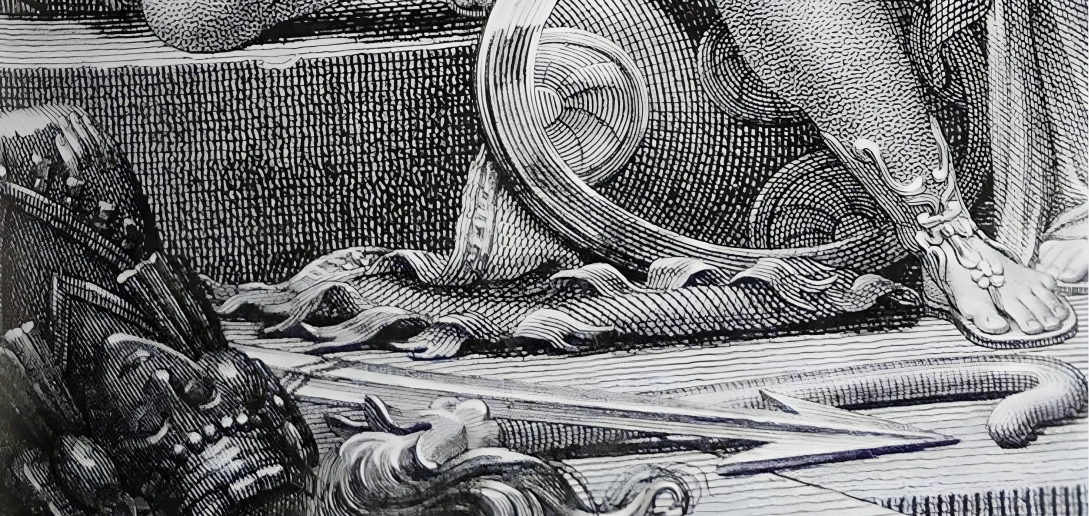
La pirámide para sacrificios a los pies de Atahualpa, a la vez hace de tumba.
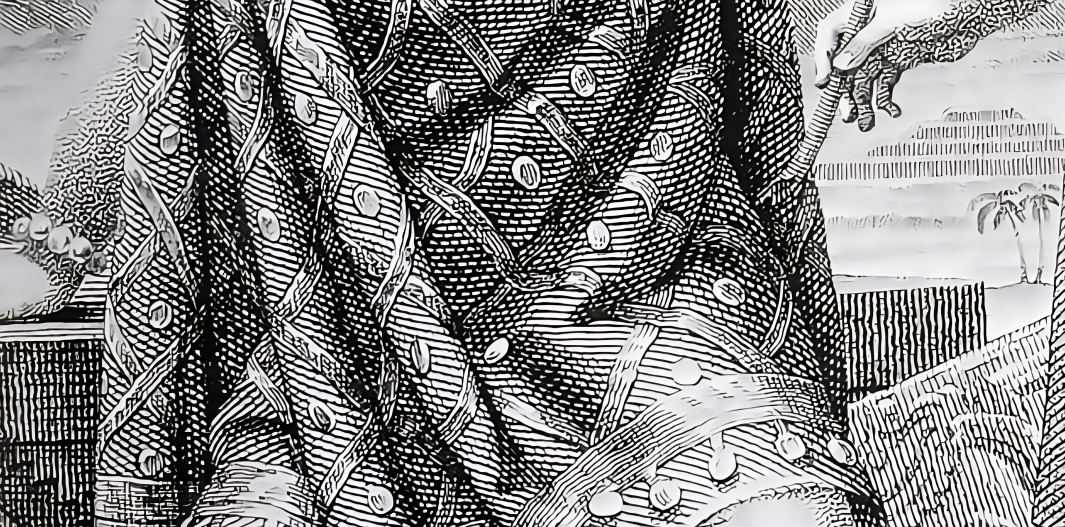
Ropa de Atahualpa.
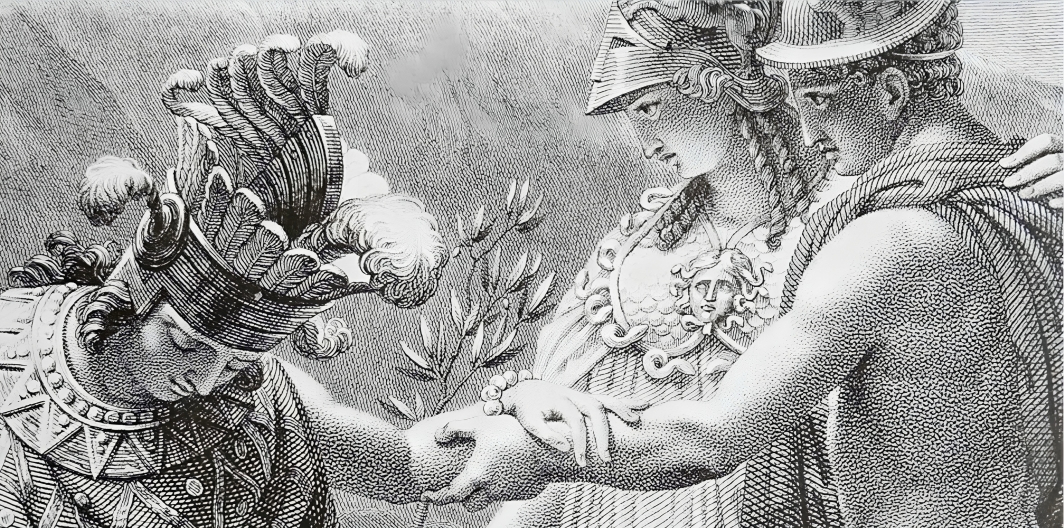
Minerva y Mercurio con Atahualpa.
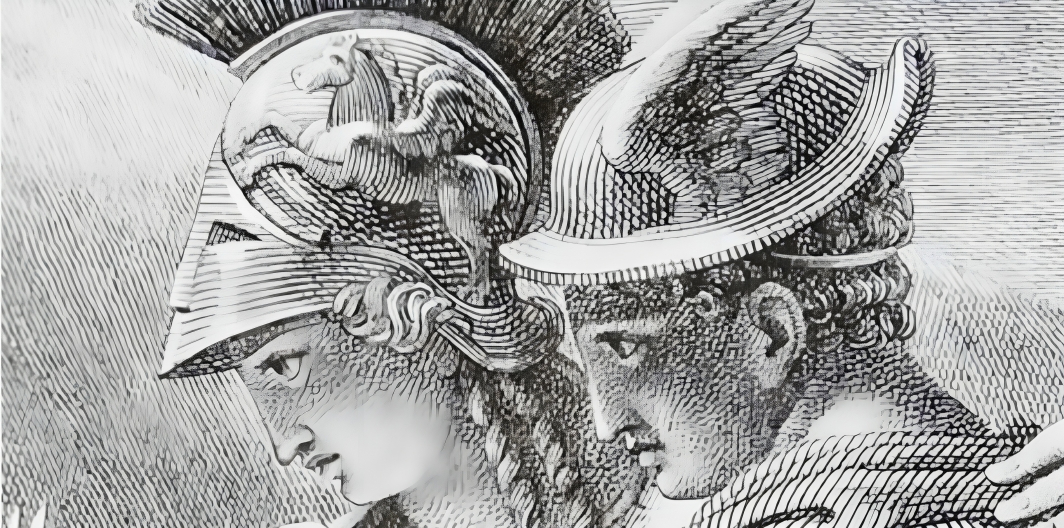
Detalles de los rostros de Minerva y Mercurio.
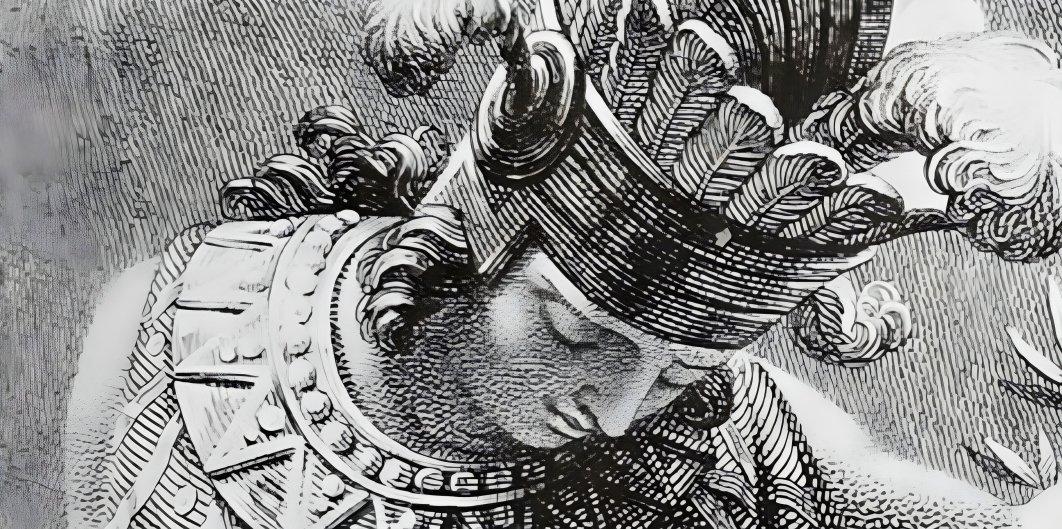
Detalles de el rostro de Atahualpa.
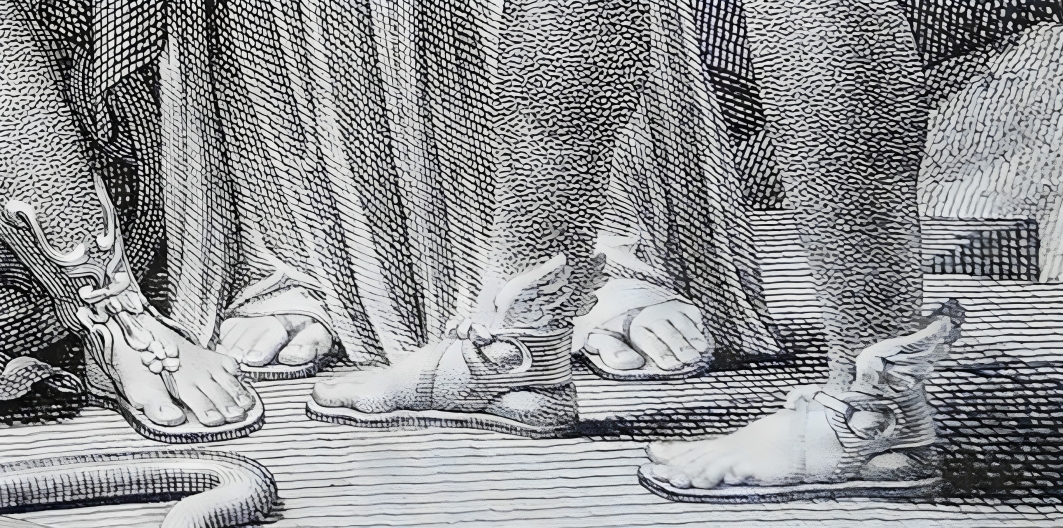
Los pies de Minerva y Mercurio.

## Impacto

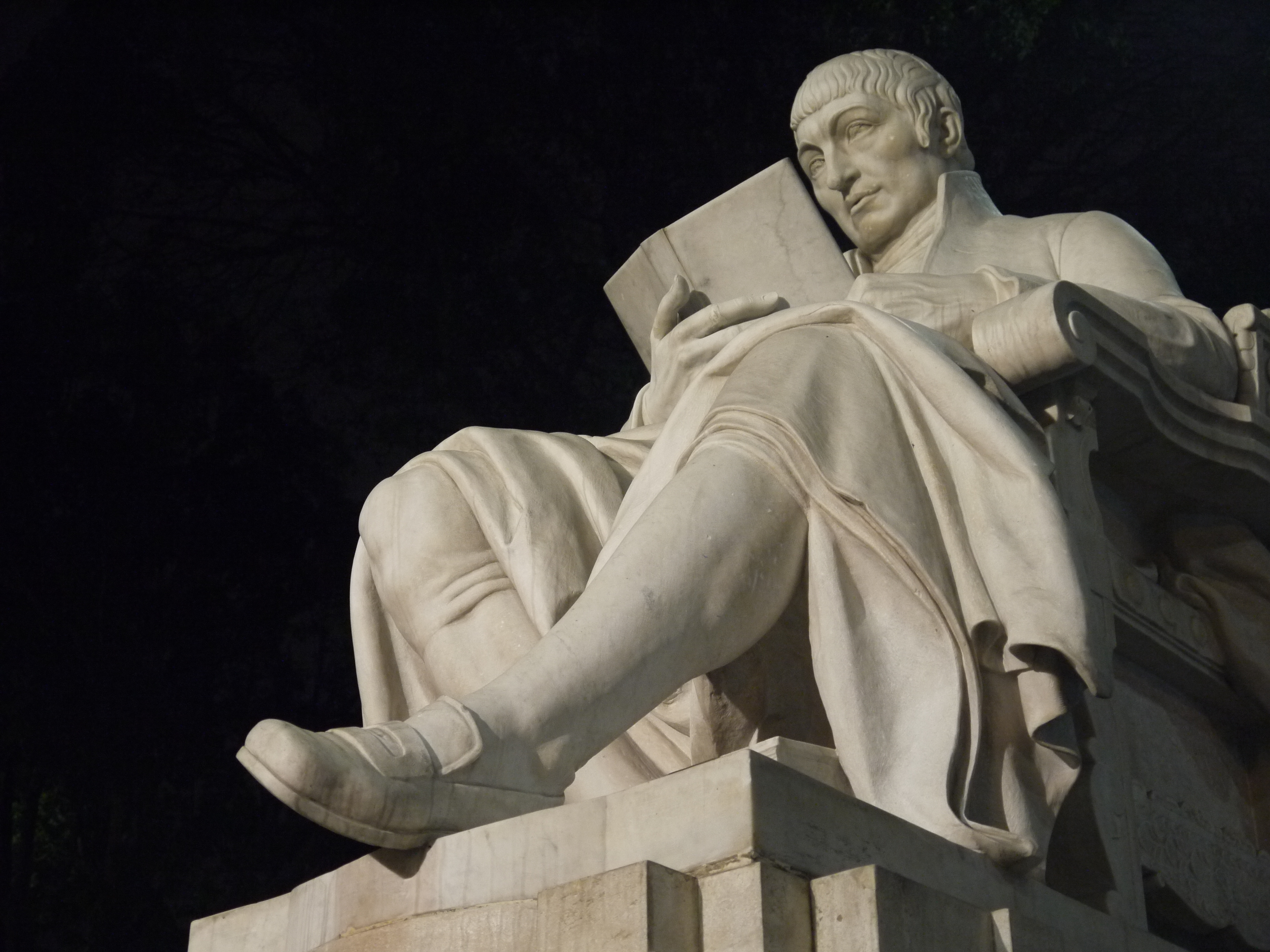
Unanue defendió a la cultura andina frente al pensamiento racista de von Humboldt.

La obra del frontispicio por si empañó al libro en países sudamericanos. En el Perú, el naturalista Hipólito Unanue, de la misma línea ilustrada de pensamiento, y que descubrió la corriente de Humboldt, antes que el propio von Humbolt, no compartía la opinión del europeo con respecto a los incas, para Unanue los andinos eran de «imaginación exaltada» por su entorno climático, lo que llevó a los pueblos prehispánicos a estar en un buen nivel de desarrollo en ciencia, artes y en formar una civilización en un tiempo corto y en un continente aislado a comparación de las civilizaciones de Eurasia.
Según Unanue los conquistadores españoles se dieron cuenta de esa realidad civilizatoria, y dijo que «estamos persuadidos de que Colocolo no fue menos digno del razonamiento de Ercilla, que Néstor del de Homero». También, en relación con la pintura de Gérard, Unanue se muestra contrario al occidentalismo de su obra y advierte que Europa también tuvo su edad oscura (refiriéndose a la Edad Media) y fue el esplendor de la edad de oro del islam liderado por el pueblo árabe que desde el norte de África y Oriente Próximo rescataron a España y al resto de Europa de los años oscuros.
En Ecuador, se desarrolló una pintura similar en 1865 con el mismo nombre de un autor anónimo que llega a también mezclar elementos mesoamericanos y andinos con los grecorromanos, pero a diferencia de la obra de Gérard le da un simbolismo más positivo, del resurgimiento del indígena en un mundo occidental, se encuentra en el Museo Pumapungo de Cuenca.